# Internetpranger
Als Internetpranger (auch: Digitaler Pranger, Virtueller Pranger oder Online-Pranger) wird ein moderner Pranger im Internet bezeichnet.
Im Kontext von Veröffentlichungen von Straftäter-Dateien wird auch von Internetprangern gesprochen. So sprach sich 2010 die Deutsche Polizeigewerkschaft für einen „Internet-Pranger für Triebtäter“ aus. Auf der Webseite der Polizei einsehbar sollten „der Name, ein Foto, Wohnort, Straße und die Hausnummer des Gewaltverbrechers“ sein.
Muslimfeindliche Portale wie Madrasa of Time – Time of Counterdjihad, Politically Incorrect und Nürnberg 2.0 werden in der Literatur als Internetpranger bezeichnet. Letzteres bietet Steckbriefe über missliebige Personen an. Umstritten ist in diesem Zusammenhang die von der Heinrich-Böll-Stiftung ins Leben gerufene Seite Agent*In. Die Seite führte sogenannte antifeministische Organisationen und Personen auf. Nach überwiegend negativer Kritik wurde die Seite wieder vom Netz genommen.
Für die freie Wirtschaft ist eine Publikation von Verstößen gegen das Lebensmittel- und Futtermittelgesetzbuch eine Art Internetpranger, da nach Lutz Bertling „erhebliche finanzielle Einbußen bis hin zur Existenzgefährdung“ möglich seien.